# 洛斯卡沃斯
洛斯卡沃斯（西班牙語：Los Cabos），又译洛斯卡波斯，是墨西哥南下加利福尼亚州的一个市镇，位于下加利福尼亚半岛最南端。该地总面积3,451.51平方（1,332.64平方英里）。该区总人口164,162（2005年）。该地区年平均气温26 °C（79 °F）。该地经济以渔业及旅游业为主。